# TSV Germania Windeck
Der TSV Germania Windeck ist ein Sportverein aus dem zur Gemeinde Windeck gehörenden Ortsteil Dattenfeld. Bis Ende Juni 2009 lautete der Vereinsname FC Germania Dattenfeld. Aufgrund einer angestrebten Fusion mit dem TSV Dreisel wurde der Verein in TSV Germania Windeck umbenannt. Neben den Fußballern betreibt der Verein Unterabteilungen für Tennis, Damenturnen, Judo und Volleyball. Die Volleyballer spielten zeitweise in der 2. Volleyball-Bundesliga Nord.

## Geschichte

Logo des FC Germania Dattenfeld

Der Verein wurde 1910 gegründet. Für größere Aufmerksamkeit sorgte die erste Fußballmannschaft des FC Germania Dattenfeld mit dem Aufstieg in die Landesliga im Jahr 1999. Bereits 2001 gelang dann die Landesligameisterschaft und der damit verbundene Aufstieg in die Verbandsliga Mittelrhein, in der man als Neuling bereits in der ersten Saison die Vize-Meisterschaft errang. Der Verein, der in den folgenden Jahren ebenfalls zu den besten fünf Klubs gehörte, gewann 2007 die Meisterschaft und stieg erstmals in die Oberliga Nordrhein auf. Dort belegte er in der Premierensaison Platz 8. Damit qualifizierte sich Germania für die zur Saison 2008/09 neugeschaffene fünftklassige NRW-Liga, in der man sich in der Premierensaison als 10. im Mittelfeld platzieren konnte. In derselben Spielzeit qualifizierte sich Germania Dattenfeld durch den Gewinn des Mittelrheinpokals erstmals in der Vereinsgeschichte für den DFB-Pokal. In der 1. Hauptrunde 2009/10 trafen die Windecker auf den Bundesligisten FC Schalke 04. In dem aus Kapazitäts- und Sicherheitsgründen im Kölner Rheinenergiestadion ausgetragenen Spiel hatte der Fünftligist jedoch keine Chance und unterlag mit 0:4.
In seiner zweiten Saison in der NRW-Liga verpasste Germania als Tabellendritter den Aufstieg in die Regionalliga nur knapp. Mit einem 2:0-Sieg über den überraschend ins Finale aufgerückten Siebtligisten VfL Alfter gewann der Verein den Mittelrheinpokal und qualifizierte sich somit erneut für den DFB-Pokal. In der 1. Hauptrunde des Wettbewerbs trat Germania gegen den FC Bayern München an und verlor, erneut im RheinEnergieStadion, ebenfalls mit 0:4. Hierbei wurde ein neuer Zuschauerrekord – das Spiel sahen über 41.000 Zuschauer – für Erstrunden-Pokalspiele Amateure gegen Profis aufgestellt.
In seiner dritten Saison in der NRW-Liga schaffte Germania als Tabellenzweiter den Aufstieg in die Regionalliga, der allerdings aus wirtschaftlichen Gründen nicht vollzogen wurde. Der Verein verzichtete sogar auf sein Startrecht in der NRW-Liga und spielte 2011/12 in der sechstklassigen Verbandsliga. Vom Rückzug in die Mittelrheinliga profitierten Fortuna Köln, das nun in die Regionalliga aufstieg, und Westfalia Rhynern, das in der NRW-Liga verbleiben durfte.
Mit einem 3:1-Endspielsieg über den Ligakonkurrenten FC Wegberg-Beeck gewann der Verein den Mittelrheinpokal und qualifizierte sich erneut für den DFB-Pokal. Auch diesmal hatte der Verein Losglück und bekam mit der TSG 1899 Hoffenheim wieder einen Bundesligisten zugelost. In der 1. Hauptrunde des Wettbewerbs trat Germania Windeck im Sportpark Höhenberg in Köln an, das Spiel endete mit einer 1:3-Niederlage nach Verlängerung.
Der Aufstieg von Germania Dattenfeld ist eng verbunden mit dem Vorsitzenden Heinz Georg Willmeroth und dem Hauptsponsor Franz-Josef Wernze (1948–2023), die Anfang der 1990er eine Zukunftsvision des Vereins skizzierten und ihn von der Kreisliga C bis in die Oberliga führten. Nach dem Abstieg aus der Landesliga im Jahre 2022 zog der Verein freiwillig in die Kreisliga B zurück.

## Spielstätte
Spielstätte des Vereins ist der Germania Sportpark im Dattenfelder Ortsteil Übersetzig. Für den bis dahin nur Stehplätze fassenden Sportplatz wurde 2009 eine 320 Zuschauer fassende Tribüne gebaut. Bei sicherheitsrelevanten Spielen wurde seit der Saison 2010/11 in das größere Stadion im Bonner Sportpark Nord ausgewichen.

## Statistiken
| Saison  | Liga                               | Platz | Mittelrheinpokal                           | Sonstiges                                  |
| ------- | ---------------------------------- | ----- | ------------------------------------------ | ------------------------------------------ |
| 2008/09 | NRW-Liga (5. Liga)                 | 10.   | Sieger                                     | -                                          |
| 2009/10 | NRW-Liga (5. Liga)                 | 3.    | Sieger                                     | -                                          |
| 2010/11 | NRW-Liga (5. Liga)                 | 2.    | Sieger                                     | Rückzug aus der NRW-Liga                   |
| 2011/12 | Verbandsliga Mittelrhein (6. Liga) | 5.    | 1. Runde 0:2 gegen SV Bergisch Gladbach 09 | Qualifikation für die Oberliga Mittelrhein |
| 2012/13 | Mittelrheinliga (5. Liga)          | 6.    |                                            |                                            |
| 2013/14 | Mittelrheinliga (5. Liga)          | 10.   |                                            |                                            |
| 2014/15 | Mittelrheinliga (5. Liga)          | 12.   |                                            |                                            |
| 2015/16 | Mittelrheinliga (5. Liga)          | 12.   |                                            |                                            |
| 2016/17 | Mittelrheinliga (5. Liga)          | 16.   |                                            | Abstieg in die Landesliga                  |
| 2017/18 | Landesliga Staffel 1               | 6.    |                                            |                                            |
| 2018/19 | Landesliga Staffel 1               | 9.    |                                            |                                            |
| 2019/20 | Landesliga Staffel 1               | 9.    |                                            |                                            |
| 2020/21 | Landesliga Staffel 1               | 8.    |                                            |                                            |
| 2021/22 | Landesliga Staffel 1               | 15.   |                                            |                                            |
| 2022/23 | Kreisliga B                        | 16.   |                                            |                                            |

## Titel und Erfolge
- Meister der Landesliga Mittelrhein (Staffel 1): 2000/01
- Meister der Verbandsliga Mittelrhein: 2006/07
- Mittelrheinpokal-Sieger 2008/09
  - Qualifikation zur 1. Runde im DFB-Pokal 2009/10 (0:4 gegen den FC Schalke 04)
- Mittelrheinpokal-Sieger 2009/10
  - Qualifikation zur 1. Runde im DFB-Pokal 2010/11 (0:4 gegen den FC Bayern München)
- Mittelrheinpokal-Sieger 2010/11
  - Qualifikation zur 1. Runde im DFB-Pokal 2011/12 (1:3 n. V. gegen TSG 1899 Hoffenheim)
- Sportliche Qualifikation für die Fußball-Regionalliga in der Saison 2010/11, das Startrecht wurde allerdings aus wirtschaftlichen Gründen nicht wahrgenommen.

## Persönlichkeiten

### Trainer
- Armin Görgens
- Heiko Scholz

### Spieler
- Waldemar Matysik
- Mariusz Kukiełka
- Thorsten Nehrbauer
- Markus Kurth
- Sebastian Schoof

## Volleyballabteilung
2006 übernahm der TSV Germania Windeck die Volleyballabteilung des TuS Schladern, wobei die erste Herrenmannschaft nach dem Wiederaufstieg seit 2007 wieder in der 2. Bundesliga Nord spielte. Die Heimspiele fanden in der Sporthalle des Bodelschwingh-Gymnasiums Herchen statt. Nach dem Ende der erfolgreichen Zeit wechselten aber bis auf zwei Mannschaften alle Volleyballer wieder zurück nach Schladern.

## Trivia
2007: Nach dem Aufstieg in die Oberliga geriet der Klub im August in die Schlagzeilen, weil die Tore im Sportpark zu niedrig waren. Dies war dem Torhüter der Gastmannschaft SV Straelen am dritten Spieltag der Saison aufgefallen. Beim Nachmessen wurde festgestellt, dass die Torlatte an den Pfosten lediglich 2,30 Meter statt der in den Spielregeln vorgesehenen 2,44 Meter Höhe hatten; in der Tormitte war sie lediglich 2,27 Meter hoch. Eine Erklärung dafür hatte der Verein nicht. Ein Einspruch des SV Straelen gegen die Spielwertung (4:0 für Dattenfeld) wurde in erster Instanz zunächst abgewiesen. Im November entschied jedoch das Verbandsgericht des WFLV, dass das Spiel neu angesetzt werden müsse. Gegen dieses Urteil legte wiederum der FC Germania Dattenfeld vor dem DFB-Bundesgericht Revision ein. Das Bundesgericht des DFB gab daraufhin am 23. Januar 2008 in einem Präzedenzfall der Revision des FC Germania Dattenfeld statt und hob das Urteil des Verbandsgerichts des WFLV vom 5. November 2007 auf.